# Vuelta de Killick
La vuelta de Killick  /ˈkɪlᵻk/ es un tipo de nudo de enganche que se utiliza para sujetar una cuerda a objetos de formas extrañas. Este nudo también se conoce como nudo Kelleg. Es una combinación de un enganche vuelta de braza atado junto con un medio enganche, que se agrega para brindar soporte y estabilidad al tirar o levantar el objeto; la adición de un medio enganche delante del enganche de madera crea un enganche de madera y medio enganche,: 23 conocido como enganche Killick: 32 cuando en el mar. Un killick es "una pequeña ancla o peso para amarrar un barco, que a veces consiste en una piedra sujeta por trozos de madera".

## Uso e historia
La vuelta de Killick se utiliza para anclar embarcaciones pequeñas, normalmente mediante el uso de algún objeto pesado de forma extraña. Lo utilizan los pescadores de ostras porque el ancla se mueve más fácilmente que con otros métodos.